# 26

## Події
- На думку православних християн, 19 січня — відбулося Хрещення Ісуса Христа в річці Йордані Іоаном Хрестителем.
- 19 серпня — Преображення Ісуса Христа. Свято Спаса.

### Астрономічні явища
- 6 лютого. Кільцеподібне сонячне затемнення.[1]
- 1 серпня. Повне сонячне затемнення.[1]

## Померли
- Марк Азіній Агріппа — політичний діяч ранньої Римської імперії.
- Квінт Гатерій — політичний діяч Римської імперії, красномовець та декламатор.